# Febră tifoidă

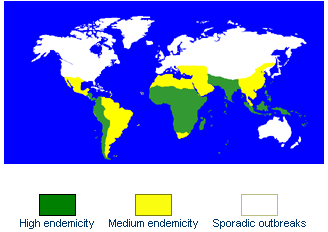
Răspândirea bolii pe glob

Febra tifoidă este o boală infecțioasă specifică omului. Agentul etiologic este bacteria Salmonella Typhi (sau Salmonella enterica) (din grupul D). Clasificare după ICD-10 (versiunea WHO 2006): A01.0 Typhs abdominalis.

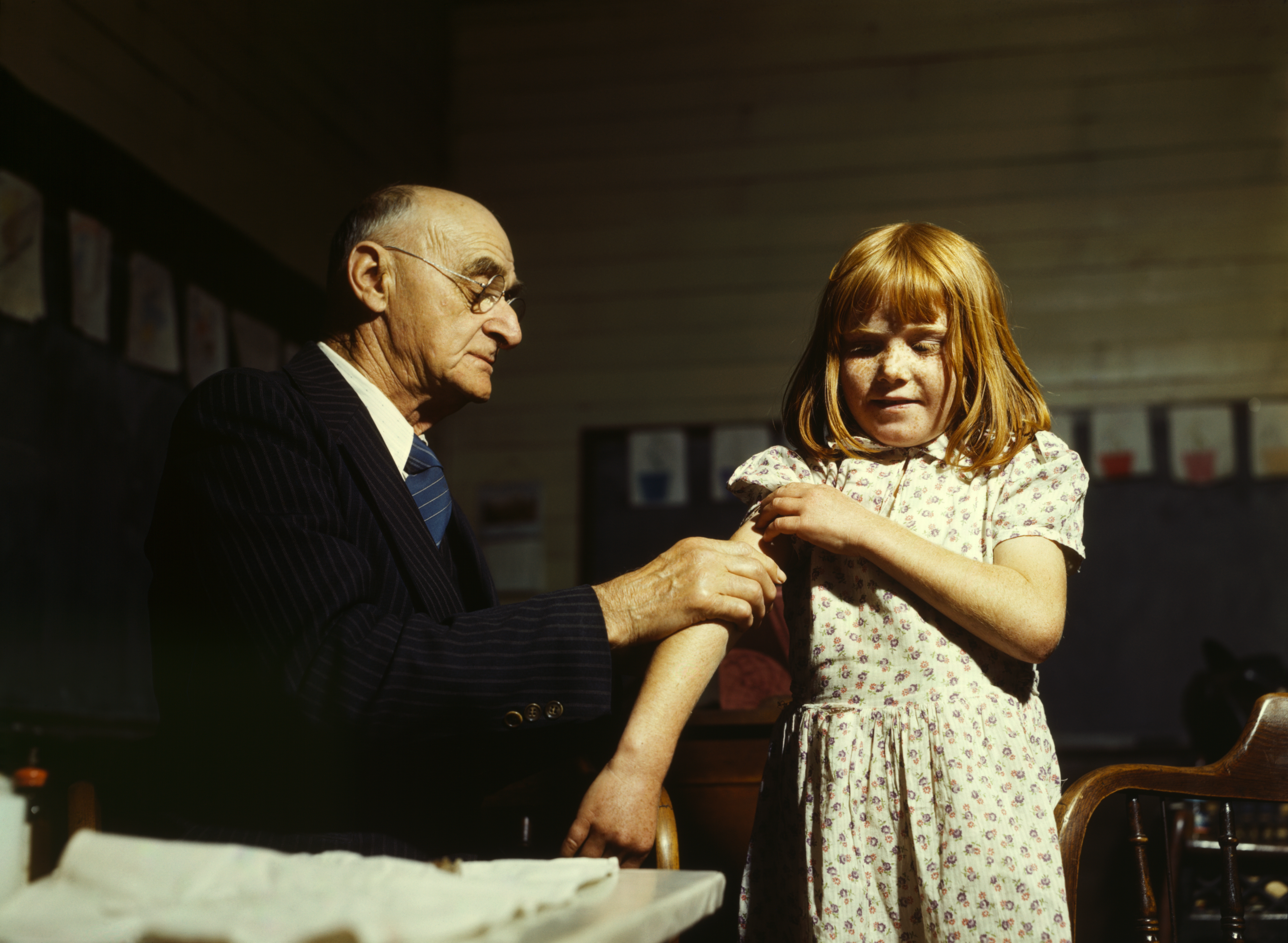
Vaccinarea împotriva febrei tifoide în Texas (SUA), 1943.

Febra tifoidă nu trebuie confundată cu tifosul exantematic, care este o boală diferită.
Evoluția bolii este caracterizată prin creșterea treptată a febrei, dureri abdominale, constipație și bradicardie relativă (scăderea ratei pulsului); urmează stare tifică (vide infra). Netratată, boala poate fi mortală. În multe țări, anunțarea îmbolnăvirilor de febră tifoidă la autoritățile sanitare abilitate este obligatorie.
O variantă de îmbolnăvire, cu simptome moderate, este paratifosul, în care agentul nu este Salmonella typhi, ci Salmonella paratyphi.

## Epidemiologie
- răspândire universală
- apare sporadic, dar poate apărea și endemic/pandemic